# Bruchmühle (Altlandsberg)
Bruchmühle ist ein Ort mit 1835 Einwohnern im Landkreis Märkisch-Oderland im Bundesland Brandenburg und ist einer von sechs Ortsteilen der Stadt Altlandsberg.

## Geografie
Bruchmühle befindet sich am Rande der Hochfläche des Oberbarnim, die in der Eiszeit vor etwa 200.000 Jahren entstanden ist. Durch den Ort verläuft der Mühlenfließ, der am Ende seines Laufes in den Großen Müggelsee mündet.

## Geschichte
Bruchmühle wurde im Jahr 1428 als Brockmolne (Brockmühle) zum ersten Mal urkundlich erwähnt. Als Ort erlangte Bruchmühle jedoch erst 1910 Selbständigkeit. Der Gemeindeteil Radebrück entstand Mitte des 18. Jahrhunderts als Kolonie und wurde 1850 an die Chaussee Berlin–Strausberg–Prötzel angeschlossen. Im April 1945 war der Ort kurzzeitig Zwischenstation der Gruppe Ulbricht auf dem Weiterflug nach Berlin. In jüngerer Zeit sind die neuen Wohnsiedlungen Am Wiesengrund, Zum Mühlenfließ und Am Wald entstanden.
Am 31. Dezember 2002 wurde Bruchmühle nach Altlandsberg eingemeindet.

## Sehenswürdigkeiten

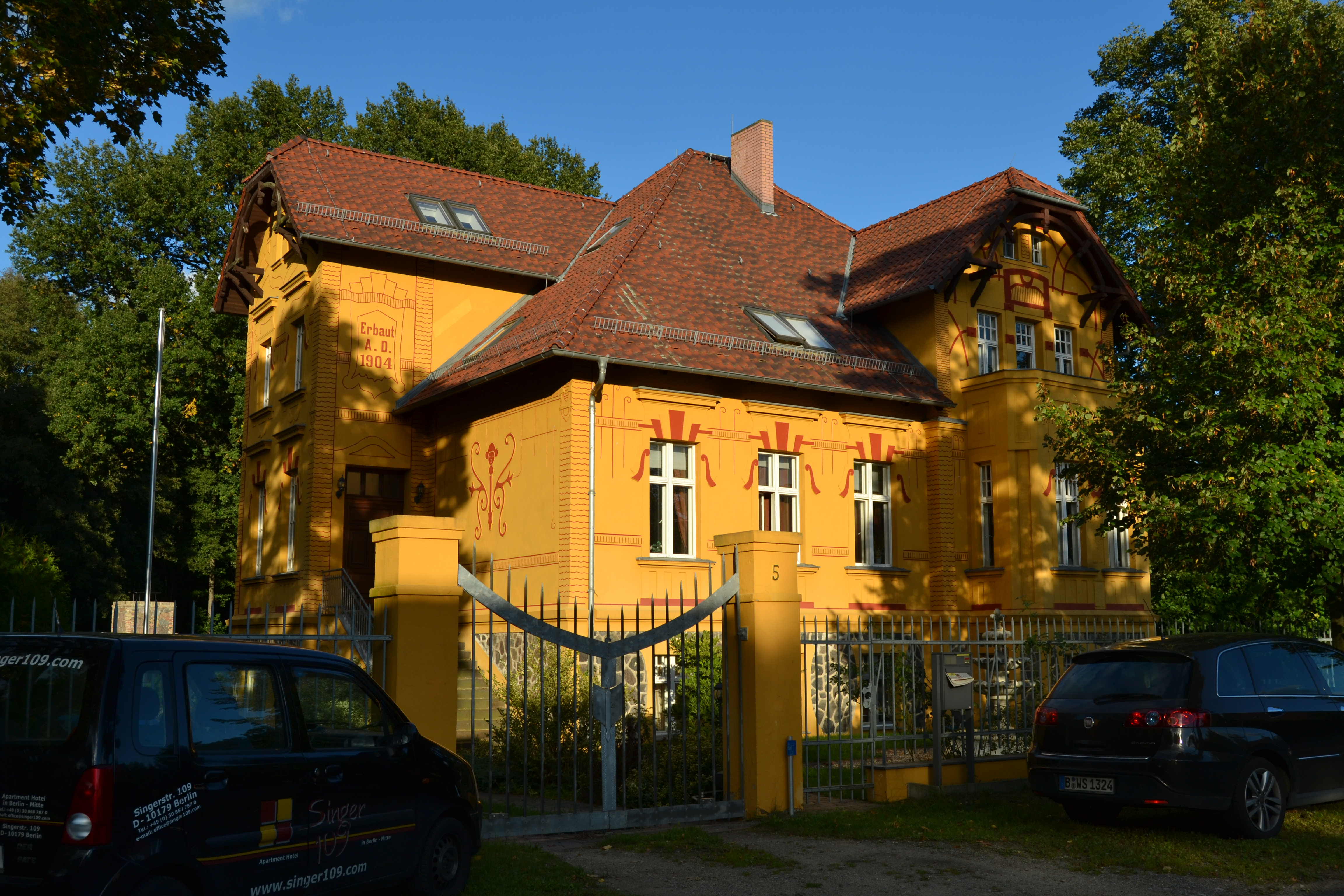
Denkmalgeschützte Jugendstilvilla.

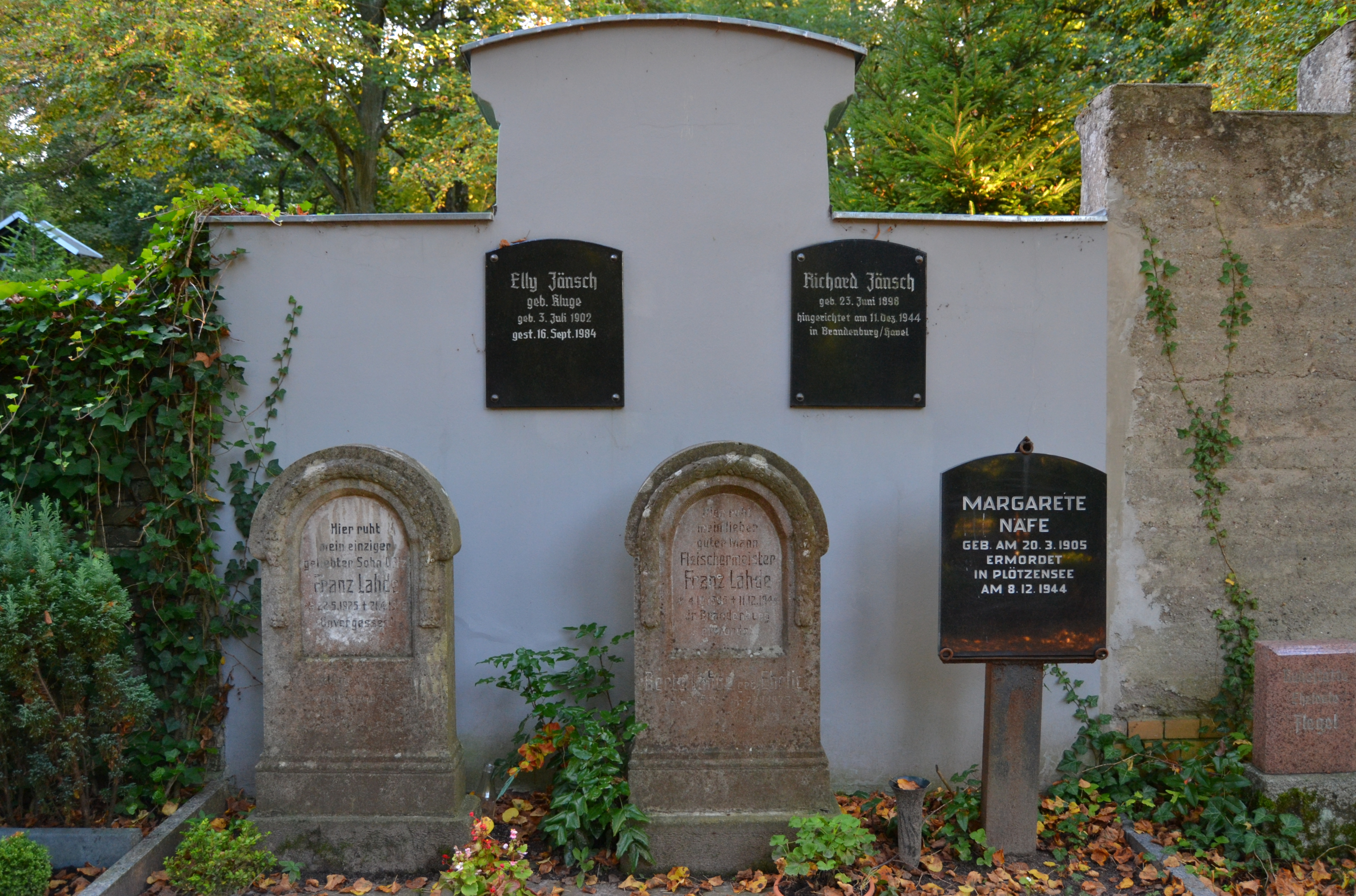
Gedenktafeln für NS-Opfer auf dem Bruchmühler Friedhof.

- die ehemalige Kirche, die jetzt ein Wohnhaus ist
- die Fischtreppe am Ursprung von Bruchmühle
- Fließ an den Posentschen Wiesen
- ehemalige Kapelle in Holzbauweise
- Jugendstilvilla (einziges Gebäude unter Denkmalschutz)
- Säulenhaus mit Gedenktafel

## Vereine
Folgende Vereine gibt es in Bruchmühle:
- Förderverein der Feuerwehr Altlandsberg
Ortsgruppe Bruchmühle
- Sportgemeinschaft 47 Bruchmühle e. V.
- Jugend- und Kulturverein Bruchmühle e. V.